# Anaspis fasciata
Anaspis fasciata är en skalbaggsart som först beskrevs av Forster 1771.  Anaspis fasciata ingår i släktet Anaspis, och familjen ristbaggar. Arten är reproducerande i Sverige.